# Parafia Przemienienia Pańskiego w Przybysławicach
Parafia Przemienienia Pańskiego w Przybysławicach – parafia rzymskokatolicka, znajdująca się w diecezji sandomierskiej, w dekanacie Ożarów.

## Informacje o parafii

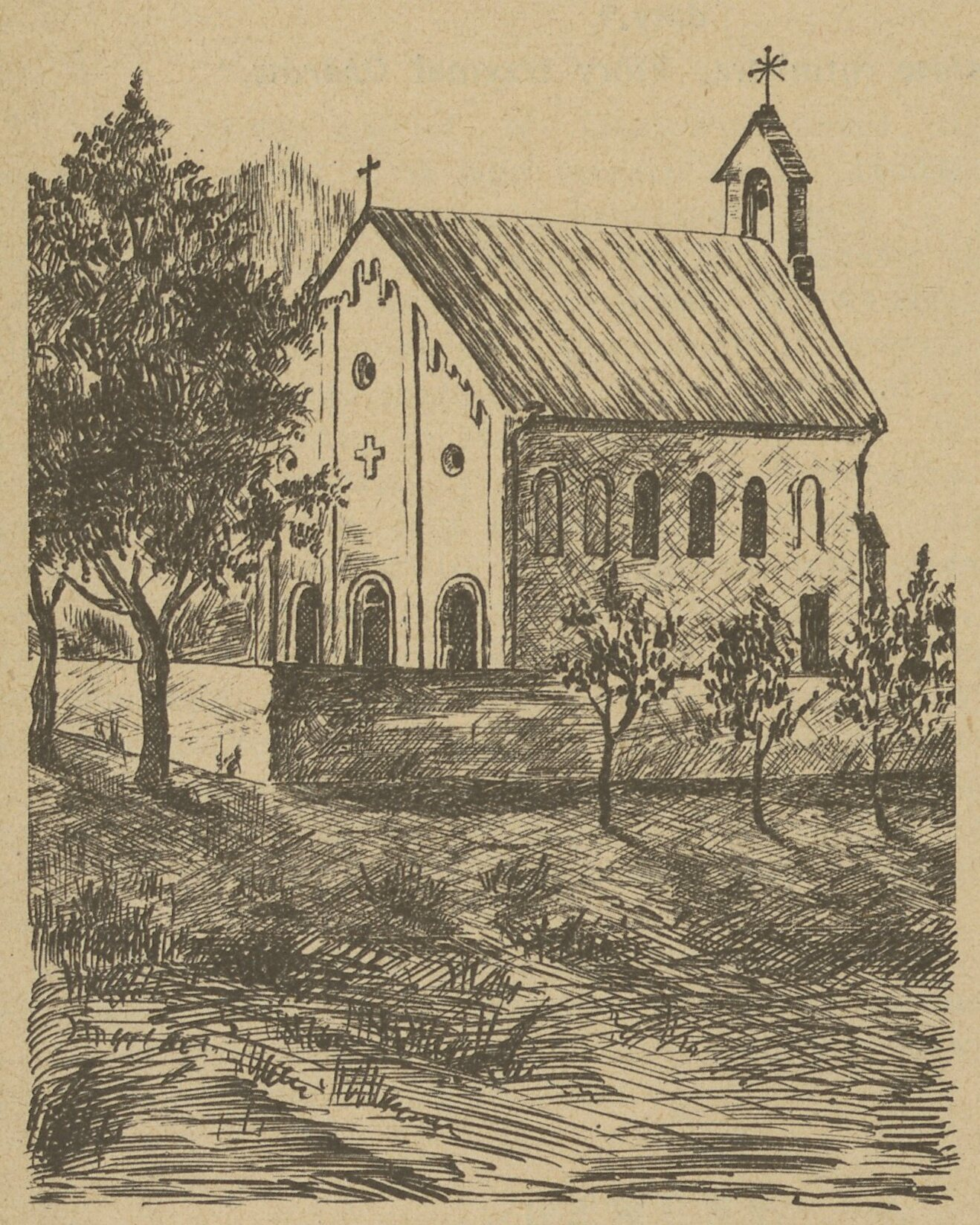
Kościół przed 1907

Początki wsi Przybysławice i zlokalizowanej w niej parafii nie są dokładnie znane. Odnotował ją spis świętopietrza z lat 1325-1327. Wezwanie ówczesnego kościoła – św. Stanisława wyraźnie wskazuje, iż parafia nie powstała wcześniej niż w II poł. XIII w. Kolejna drewniana świątynia, również pod wezwaniem św. Stanisława, została wzniesiona przez dziedzica Przybysławic Jakusza Pakosza w 1414 r. Kościół ten przetrwał do 1790 r., kiedy to uległ pożarowi. Na jego miejscu wybudowano wówczas kaplicę zastępczą pw. Przemienienia Pańskiego. Służyła ona wiernym z Przybysławic do lat 40. XIX w. Kościół parafialny pw. Przemienienia Pańskiego zbudowany został w latach 18401843 dzięki ofiarności córki dziedzica Śmiłowa – Józefy Wiercińskiej. Pracami kierował ówczesny pleban Feliks Dunin. Świątynię uroczyście poświęcił bp J. Juszyński 6 sierpnia 1843 r. Prace wykończeniowe i dekoracyjne trwały jeszcze w kolejnych dekadach (m.in. tynki zewnętrzne – 1878 r., posadzka – 1889 r.). Restauracja kościoła miała miejsce w 1975 r. Kolejne prace konserwacyjne prowadzono w latach 1993-2000 (m.in. malowanie dachu) oraz 2003-2009 (m.in. założenie witraży w oknach, wymiana pokrycia dachowego, założenie posadzki marmurowej w prezbiterium). Świątynia jest murowana, o bardzo skromnej bryle, wydłużonej, prostokątnej nawie i przylegającym do niej prezbiterium. Nieco bogatsza jest fasada kościoła, trójdzielna i ozdobiona lizenami, z niewielką, otwartą wieżyczką na sygnaturkę, wyrastającą z frontowej ściany. Wyposażenie wnętrza kościoła pochodzi z XVIII i końca XIX wieku. Zachowało się kilka obrazów i rzeźb przeniesionych ze starszej świątyni. Wewnątrz kościoła na uwagę zasługują znajdujące się tam epitafia miejscowych ziemian, m.in. klasycystyczne Cypriana Baczyńskiego i jego żony Katarzyny ze Śmiłowa oraz epitafium Świeżyńskich z Wlonic.